# Jeffrey Christiaens
Jeffrey Christiaens (Brussel, 17 mei 1991) is een Belgisch-Filipijnse voetballer.

## Carrière
Christiaens werd in 2011 door derdeklasser Torhout 1992 KM weggehaald bij de jeugd van Club Brugge. Christiaens, die een Filipijnse moeder heeft, werd gevraagd om bij de nationale ploeg van de Filipijnen te spelen. Zo kwam Global FC hem op het spoor en ging hij in 2012 als profvoetballer aan de slag bij Global FC. Twee jaar later ging hij aan de slag bij Ceres-Negros FC.
Van 2014 tot 2020 speelde hij voor Ceres-Negros FC, waarmee hij in 2015, 2017, 2018 en 2019 Filipijns landskampioen werd. Hij speelde 33 interlands voor het Filipijns voetbalelftal.
Sinds 2023 speelt hij bij Daring Maria-Aalter.